# Leone Pancaldo
«Леоне Панкальдо» (італ. Leone Pancaldo) — військовий корабель, ескадрений міноносець типу «Навігаторі» Королівських ВМС Італії за часів Другої світової війни.
Есмінець брав активну участь у морських боях та битвах Другої світової війни на Середземноморському театрі дій, бився в битві біля Калабрії, супроводжував конвої країн Осі та переслідував ворожі конвої транспортних суден.

## Історія
«Леоне Панкальдо» закладений 7 липня 1927 на верфі компанії CNR в Сестрі-Леванте. 30 листопада 1929 року увійшов до складу Королівських ВМС Італії.
Протягом 1930-х рр. есмінець діяв у складі сил італійського флоту, залучався до військових навчань у Середземному морі. У період з грудня 1930 року по січень 1931 року він разом з іншими сьома «сістершипами» були розгорнуті в Атлантичному океані на підтримку трансатлантичного перельоту Італо Бальбо з Італії до Бразилії. У період з 1936 по 1938 рік «Леоне Панкальдо» брав участь у громадянській війні в Іспанії, коли італійські військовослужбовці активно залучалися до підтримки сил Франсіско Франка.
Спочатку класифікований як лідер флотилії/крейсер-скаут, у 1938 році «Леоне Панкальдо» був перекваліфікований на есмінець.
На 10 червня 1940 року, на момент вступу Італію у війну, входив разом з есмінцями «Уголіно Вівальді», «Антоніо да Нолі» та «Ланцеротто Малочелло» до складу XVI флотилії ескадрених міноносців IX крейсерської дивізії I ескадри Королівського флоту.
9 липня 1940 року «Леоне Панкальдо» разом з «Вівальді» і «Антоніо да Нолі» (останній через проблеми з рушійною установкою змушений був повернутися на базу) взяли участь у морській битві біля Калабрії. Після завершення бою італійські кораблі ескадри відійшли до Аугусти, де встали на дозаправляння в морському порту. Британський розвідувальний літак виявив зосередження ворожого флоту та наступного ранку торпедоносці «Сордфіш» з авіаносця «Ігл» атакували італійські кораблі. Проте, завдяки радіоперехопленню переважна більшість флоту перейшла на інші бази острову, тільки «Панкальдо» та «Вівальді» залишилися в порту, через те, що не встигли закінчити дозаправку. Італійські засоби ППО відкрили зенітний вогонь по британських торпедоносцях, що наближалися, однак літаки противника змогли скинути торпеди на цілі. Одна з торпед влучила в борт «Леоне Панкальдо» і вибухнула. За декілька хвилин есмінець затонув на 30-метровій глибині, загинуло 16 членів екіпажу.
Після вивчення дайверами затопленого ескадреного міноносця на дні було з'ясовано, що в цілому корпус корабля не зазнав великих пошкоджень і було прийнято рішення підняти його з дна бухти. Для полегшення підйому частина обладнання та озброєння була демонтована й 26 липня 1941 року, більш ніж за рік після затоплення, «Леоне Панкальдо» підняли на поверхню. 1 серпня його ввели в сухий док, де провели перші підготовчі роботи. 27 жовтня 1941 року есмінець вийшов з Аугусти та попрямував до Генуї. До 17 листопада 1942 року на верфі компанії Ansaldo на кораблі тривали роботи з його ремонту та модернізації. 12 грудня 1942 року «Леоне Панкальдо» вдруге ввели до складу Королівського італійського флоту.
Есмінець увійшов до 15-ї дивізії ескадрених міноносців, що базувалася на Трапані, але процес повноцінного введення його до строю тривав аж до березня 1943 року. З цього періоду корабель разом з однотипними есмінцями використовували для супроводу швидкохідних конвоїв, які здійснювали переходи до Тунісу, де билися італійсько-німецькі війська проти армій союзників.
29 квітня 1943 року він разом з німецьким есмінцем ZG3 «Гермес» вийшов з Поццуолі; на борту бойових кораблів перебувало 247 італійських та 215 німецьких воїнів відповідно. На поході їх неодноразово атакувала авіація союзників. Перші дві повітряні атаки вони відбили, але близько 12:30 стався черговий потужний авіаналіт, коли 50 американських P-40 «Вохоук» одночасно напали на есмінці. Унаслідок ураження «Леоне Панкальдо» затонув неподалік від мису Бон. З 527 членів екіпажу та військовиків 199 загинули. Капітан корабля серйозно постраждав, але вижив. ZG3 «Гермес» був також пошкоджений, проте зміг відбитися та прорватися до туніського берега.